# Eduard de Muralt
Eduard de Muralt, conosciuto nel mondo tedesco come Eduard von Muralt (Bischofszell, 13 luglio 1808 – Losanna, 14 gennaio 1895) è stato un teologo, bibliotecario e storico svizzero.

## Biografia
Eduard de Muralt è nato a Bischofszel, nel Canton Turgovia all'epoca occupato dalle truppe francesi, era il figlio di Kaspar von Muralt, un marchese discendente da una nobile famiglia originaria di Locarno e di Elisabeth Sprüngli. Studiò teologia a Zurigo (studi conclusi nel 1832), filologia e filosofia a Berlino, Jena e Parigi. Nel 1834 emigrò in Russia, prendendo la parrocchia protestante tedesca di San Pietroburgo (1836-1850). Divenne il bibliotecario della Biblioteca pubblica imperiale (attuale Biblioteca nazionale russa) (1840-1864) e descrisse i manoscritti in greco, conservati al suo interno. Esaminò anche il Codex Vaticanus, nella Biblioteca apostolica vaticana.
Rientrato in Svizzera, divenne professore associato presso l'università di Berna (1864), e professore di teologia all'università di Losanna (1869), ottenne il dottorato honoris causa alla facoltà di teologia di Zurigo nel 1849.